# Osma (Álava)
Osma es un concejo del municipio de Valdegovía, en la provincia de Álava, País Vasco (España).

## Localización
Osma se encuentra a 13 kilómetros de la localidad burgalesa de Valpuesta y a 10 kilómetros de Espejo, la localidad más importante del municipio. Asimismo, se sitúa a 18 kilómetros de Orduña, a 29 kilómetros de Miranda de Ebro y a 42 kilómetros de Vitoria.

## Geografía
El concejo se sitúa en terreno abierto; al pie de la Sierra de Arcena, en su zona más noroccidental, dominada por la cota Crucijadas (1.184 metros), con sus tierras bañadas por el río Humecillo y atravesado por la carretera nacional Burgos a Bilbao por Orduña.

## Despoblado
Forma parte del concejo el despoblado de:
- Uxama Barca.

## Demografía
| Gráfica de evolución demográfica de Osma entre 2000 y 2017  |
|                                                             |
| Población de derecho según los censos de población del INE. |

## Monumentos
- Iglesia Parroquial de Santa María. Formado por una sola nave, con un sencillo pórtico de dos arcos de medio punto en su costado sur, y una  torre cuadrada con el cuerpo superior o campanario rematado por sencillo chapitel de hierro en cuyo interior porta esquilón.
- Ermita de Santa Marina. Anteriormente, dedicada a la Purísima Concepción. Presenta una austera y peculiar fachada con el acceso en arco adintelado, portador este de moldura en rebaje y luciendo motivo floral en la dovela-clave. Sobre el acceso se halla un curioso vano circular en sillería. En el interior guarda curiosas pinturas murales en toda su bóveda y bajo ellas, discurre una cenefa con una inscripción: "Edificó a su coste este oratorio D. Lorenzo Jacinto de Sarralde y Pinedo, cura beneficiado de este lugar de Osma y la dedicó a la Purísima Concepción de María Santísima. En el año 1748. Gobernando la nave de la iglesia Ntr. Smo. Padre Benedicto XIIII. Reinando en España el Sr. Fernando VI, siendo Obispo de este Obispado el Ilmo. Sr. José de Espejo". Diversos motivos son los que la llenan así como una inscripción de quien la mando construir y el año de tal suceso.
- Puente sobre el Humecillo. Presentando acusada separación entre sus respectivos márgenes a pesar de su incipiente recorrido desde su nacimiento, va estructurado en dos ojos de directrices en arcos ligeramente apuntados, de fuerte luz y construidos en mampostería. El tajamar entre ambos ojos es de sección triangular.